# Zamokrzyca ryżowa
Zamokrzyca ryżowa (Leersia oryzoides (L.) Sw.) – gatunek rośliny z rodziny wiechlinowatych. Występuje w Eurazji i Ameryce Północnej, ponadto zawleczony do Australii i Nowej Zelandii.
W Polsce jest gatunkiem nieczęstym; rośnie w rozproszeniu na terenie całego kraju.

## Morfologia

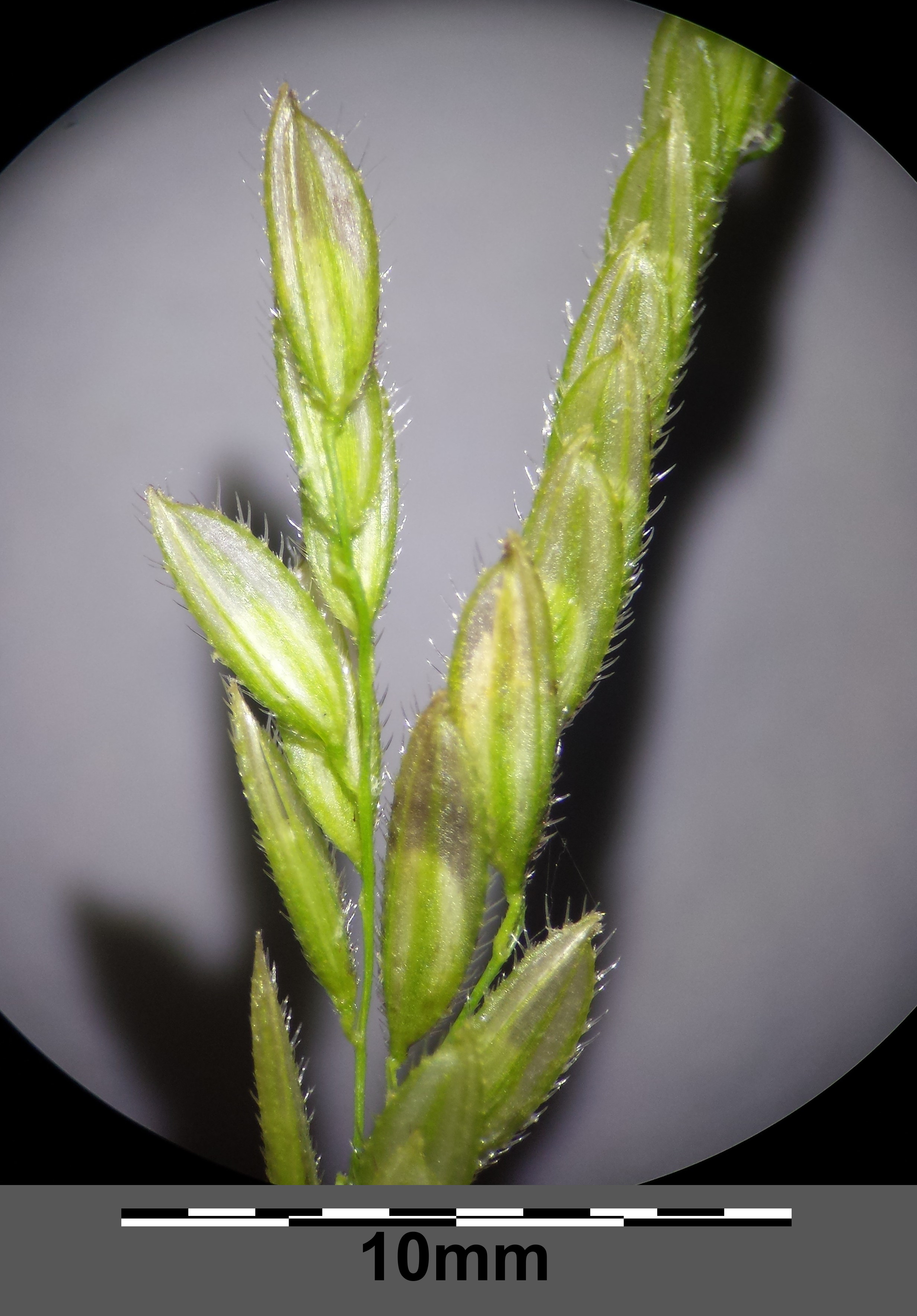
Kłoski

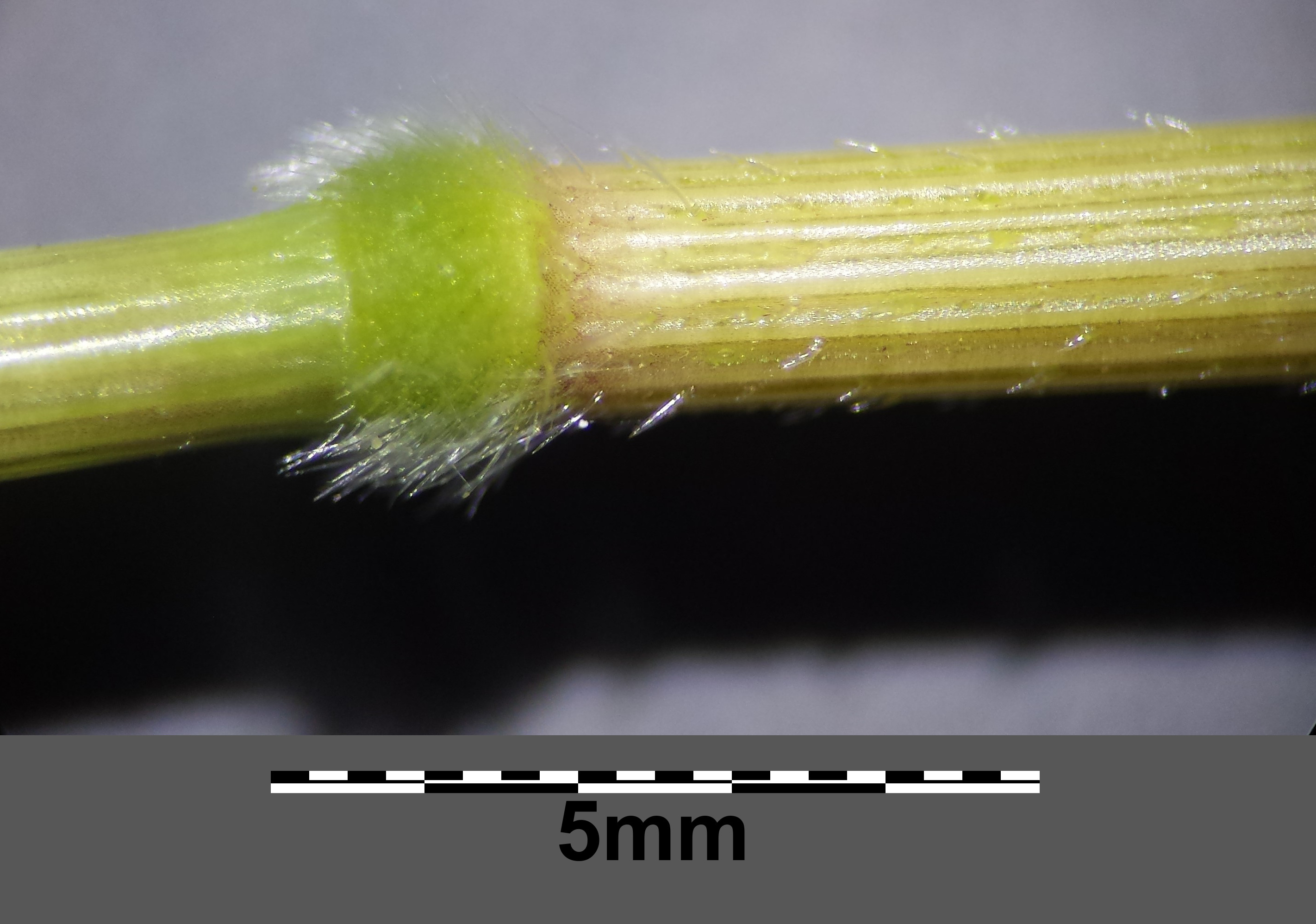
Węzeł na źdźble

ŁodygaJasnozielone źdźbło o wysokości 50-100 cm.
LiściePochwy liściowe i brzegi liści szorstkie w dół.
KwiatyZebrane w jednokwiatowe kłoski, te z kolei zebrane w wiechę. Wiecha rozpierzchła w górnej części, z odpadającymi kwiatami płonnymi. Wiecha w dolnej części zamknięta w rozdętej pochwie, z płodnymi kwiatami tworzącymi owoce. Plewki żółtawe, błoniasto przeświecające, orzęsione na brzegu oraz na grzbiecie, bezostne. Plew brak.
OwocZiarniak.

## Biologia i ekologia
Bylina, hemikryptofit, hydrofit. Kwitnie od lipca do października. Rośnie na brzegach cieków wodnych. Liczba chromosomów 2n =48. Gatunek charakterystyczny trawiastych szuwarów z zespołu Leersietum oryzoidis.

## Zagrożenia i ochrona
Roślina umieszczona na polskiej czerwonej liście w kategorii NT (bliski zagrożenia). Znajduje się także w czerwonej księdze gatunków zagrożonych w kategorii LC (najmniejszej troski).